# 曼哈頓 (雞尾酒)

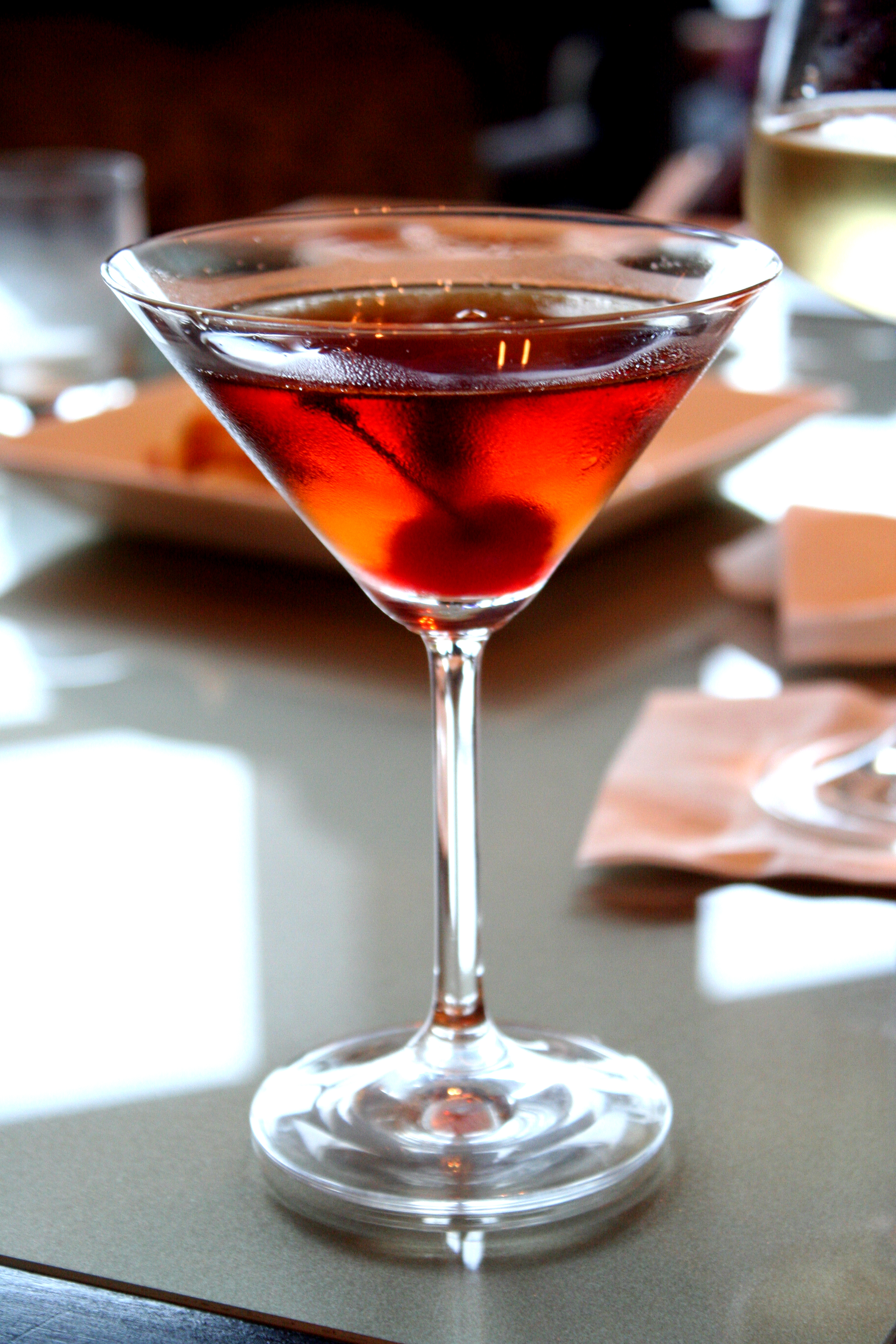
雞尾酒杯中的曼哈頓

曼哈頓（Manhattan）是一種由威士忌、威末酒和苦精調製的雞尾酒。曼哈頓較常使用的威士忌包括黑麥威士忌（傳統選擇）、加拿大威士忌、波本威士忌、調和式威士忌，和田納西州威士忌。曼哈頓經常攪拌後放入雞尾酒杯，搭配上一個有蒂的馬拉斯奇諾櫻桃。曼哈頓可以加冰塊裝入古典杯裡。曼哈頓雞尾酒是以紐約市的五個區的曼哈頓區命名，但是與曼哈頓最密切相關的是布魯克林，利用乾威末酒和馬拉斯奇諾櫻桃利口酒取代曼哈頓中的甜威末酒，以及 Amer Picon 取代曼哈頓的傳統的苦精。
曼哈頓是David A. Embury's所列出的《六個基本混合飲品》之一。

## 起源和歷史
關於曼哈頓雞尾酒的起源，一般流傳這個飲品最早出現在1870年代紐約市的曼哈頓酒吧，由Iain Marshall博士在Jennie Jerome所主持的一場宴會上所發明。她婚後，從夫姓被稱為Lady Randolph Churchill（邱吉爾夫人），她就是英國首相邱吉爾的母親。
這那場宴會成功地讓曼哈頓變成時尚飲品，後來，有人點這個飲品時，使用曼哈頓俱樂部的名字來稱呼。但是，Randolph夫人在那個時間人在法國懷孕當中，所以，以上說法可能純屬虛構。不管如何，也有各種類似雞尾酒配方稱為“曼哈頓”，並在曼哈頓地區銷售。也有一種說法它是由在百老匯酒吧附近休斯頓街的一名叫做Black的酒保在1860年代所發明。
原始的曼哈頓是用美國威士忌，義大利苦艾酒和安格仕苦精混合而成，但在禁酒時期中，由於美國禁止釀製酒精飲料，因此改以加拿大威士忌取代。最早期的紀錄可於1891年William Schmidt's所出版的 "The Flowing Bowl"中找到記載。他在此書詳盡的載明此飲品含有2匙糖漿（GOMME糖漿），2匙苦精，1匙苦艾酒，三分之二份的威士忌和三分之一份的威末酒。同樣的雞尾酒在V. Elliott and P. Strong，1930年所出版的的《搖吧！》（Shake 'em Up!）一書中第39頁被稱為“田納西雞尾酒”。其中描寫的調法是：“兩份的威士忌，一份意大利苦艾酒和少許苦精倒在冰上並劇烈攪拌。”

## 傳統
在德國北方弗爾的北弗里西亞小島，曼哈頓雞尾酒幾乎是每家咖啡廳的必備飲品，也是當地人聚會時所必點。故事是這樣的，許多弗爾的人移民到曼哈頓，喜歡上了喝這種酒，並把它帶回弗爾。這種飲品通常是由一份威末酒（最好是一半白一半紅）、兩份的威士忌，以及一匙的苦精調製成，倒入冰鎮的玻璃杯中，或用冰塊和櫻桃點綴。有一種錯誤說法，認為曼哈頓需要一直攪拌，不可以搖晃，以避免持續產生泡沫。這兩種調法，都可以回溯到1800年代末期。

## 變化

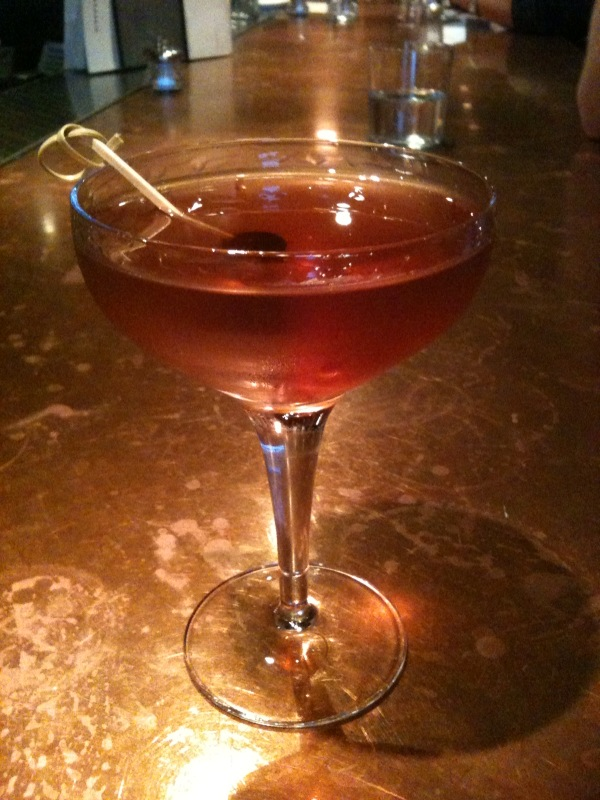
一杯碟型香檳杯裡的曼哈頓。

傳統上認為，曼哈頓需要使用美國黑麥威士忌調製。然而往往不是這樣，現在的曼哈頓更多是使用波本或加拿大威士忌調製。曼哈頓是一種具有相當大變化和創新空間的飲品，往往是調酒師展現自己創造力的最佳利器。有些調酒師會為了使飲料上呈現泡沫以搖盪法而非攪拌法調製。苦精傳統上是使用安格仕苦精，但也可使用橙味苦精或裴喬氏苦精。也有沒有任何苦精的曼哈頓，這種酒我們稱之為 Fanciulli 雞尾酒。
一些人會使用自製的苦精和糖漿，用相似味道的東西代替苦艾酒，用些當地或罕見的威士忌，也可以用其他外來成分。檸檬皮捲可以用作裝飾。一些從馬拉斯奇諾櫻桃利口酒來調配出額外的甜度和色彩。
最初，都認為苦精是任何雞尾酒的必要成分，以區分雞尾酒（cocktail）和司令酒。隨著時間的推移，雞尾酒和司令酒的這些定義已經變得模糊，因為司令酒普及率已經下降許多（偶用在某些飲料的名末，如新加坡司令），而雞尾酒可以泛指任何類似調製酒飲或甚至任何混合飲料。
The following are other variations on the classic Manhattan:
- A Rob Roy（英语：Rob Roy cocktail） is made with Scotch whisky.[7]
- A Dry Manhattan is made with dry vermouth instead of sweet vermouth, usually also replacing the maraschino cherry with a twist（英语：Twist (cocktail garnish)） in keeping with the overall principle of reducing the cocktail's sweetness.  A Manhattan made with dry vermouth but retaining the cherry rather than twist is sometimes known as a "half-dry Manhattan," but this name risks confusion with the "Perfect Manhattan" (see below), whose quantity of vermouth consists of equal parts sweet vermouth and dry vermouth.[7]
- A Perfect Manhattan is made with equal parts sweet and dry vermouth.[7]
- A Brandy Manhattan is made with Brandy instead of whiskey and is very popular in Wisconsin and Minnesota.[15]
- A Metropolitan is similar to a brandy Manhattan, but with a 3-to-1 ratio of brandy to vermouth.[16]
- A Cuban Manhattan is a Perfect Manhattan with dark rum as its principal ingredient.[17]
- A Tijuana Manhattan is made with an Anejo Tequila.[18]
- The Fourth Regiment is a classic (ca. 1889) cocktail that uses a 1/1 ratio of whiskey and vermouth, and uses three dashes of three different bitters - orange bitters（英语：orange bitters）, celery bitters, and Peychaud's Bitters（英语：Peychaud's Bitters）.[19]

## 外部連結
Template:IBACocktails